# クリストファー・トーマス・ナイト
クリストファー・トーマス・ナイト（Christopher Thomas Knight、1965年12月7日 - ）、または北の池の隠者（North Pond Hermit）は、アメリカの人物。27年もの間、他人とのコンタクトを取らずにメイン州の山林で暮らしていた。暮らしていた場所の近くあるコテージから生き延びるために窃盗した食料や衣服など1000件近くの住居侵入罪などで2013年に警察に発見され逮捕された。
ナイトは1986年、20歳の時、周囲の人間に何も告げずに行方不明とった。ナイトの両親は行方不明になったことを警察に通報しなかった。食料が尽きると近くのコテージから窃盗をし、食料などを調達していた。犯行は足跡を残さないように荒天の夜に行われていた。
コテージのオーナーが設置した監視カメラにナイトが写っていたことから、現行犯逮捕された。2013年から7ヶ月の服役後と1500ドルの弁償、3年間の刑務所プログラム通いを完了し、兄弟の働く金属加工の会社で働き始めている。
ジャーナリストのマイケル・フィンケルが『ある世捨て人の物語: 誰にも知られず森で27年間暮らした男』(The Stranger in the Woods The Extraordinary Story of the Last True Hermit、河出書房新社、2018年)という本を2017年に出版した。